# Tissi, Sardinien
Tissi är en ort och kommun i provinsen Sassari i regionen Sardinien i Italien. Kommunen hade 2 393 invånare (2017).